# Hugh Hardy

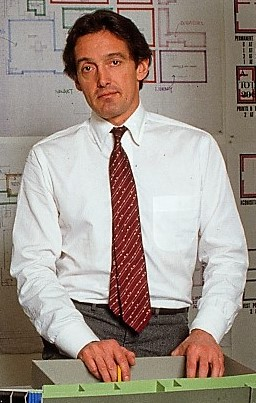
Hugh Hardy, 1981

Hugh Gelston Hardy (* 26. Juli 1932 auf Mallorca, Spanien; † 17. März 2017) war ein US-amerikanischer Architekt, der durch zahlreiche Neu- und Umbauten von Theatern und Kulturzentren in den USA bekannt wurde.

## Leben
Hardy besuchte die Princeton University und schloss seine Studien mit dem Bachelor of Architecture und dem Master of Fine Arts ab. Nach dem Militärdienst als Ausbilder für technische Zeichner arbeitete er als Assistent von Eero Saarinen und Jo Mielziner beim Bau des Vivian Beaumont Theater in New York.
1963 gründete er sein Architekturbüro Hugh Hardy & Associates, aus dem 1967 die Fa. Hardy Holzman Pfeiffer entstand. Seine Partner waren die Architekten Malcolm Holzman und Norman Pfeiffer. Hardy Holzman Pfeiffer wurde bald das führende Architekturbüro für Neubauten und Umbauten von Theatern und Konzerthäusern in Nordamerika. 1995 schrieb Julie Iovine in der New York Times, dass es kaum eine „kulturelle Ikone“ in New York gebe, an deren Bau Hardy nicht beteiligt war. 1999 hatte das Büro bereits 115 solche Projekte fertiggestellt und beschäftigte 130 Angestellte in New York und Los Angeles.
2004 trennten sich die drei Partner und gründeten mit Teilen der Belegschaft eigene Büros. Hardy gründete in New York mit fünf Partnern die Firma H3 Hardy Collaboration Architecture. H3 legt besonderen Wert auf nachhaltiges Bauen; so ist die Hälfte der Führung LEED-zertifizert.
Hardy war mit der italienischen Architektin Tiziana Hardy verheiratet und hatte zwei Kinder. Er starb am 17. März 2017 im Alter von 84 Jahren.

## Auszeichnungen
Hardy war Fellow des American Institute of Architects und wurde 1993 zum Mitglied der American Academy of Arts and Letters ernannt. 1994 wurde Hardy in New York zum Mitglied (NA) der National Academy of Design gewählt.
Er gewann 2001 den Placemark Award der Design History Foundation, 2002 den President’s Award des New Yorker Verbands des AIA und 2010 die President’s Medal der Architectural League of New York.
Hardy Holzman Pfeiffer erhielt 1981 den Architecture Firm Award des American Institute of Architects, der als höchste Auszeichnung für Architekturbüros in den Vereinigten Staaten gilt.

## Bauten
Projekte von Hardy Holzman Pfeiffer (bis 2004)
Projekte von H3 Hardy Collaboration Architecture (ab 2004, Auswahl)
- Davis Performing Arts Center mit Gonda Theatre, Georgetown University, Washington D. C., 2006
- New York Academy of Sciences im 40. Stock des Wolkenkratzers 7 World Trade Center, New York, 2006
- Casa 74, 30-stöckiges Wohngebäude mit 87 Eigentumswohnungen, 255 East 74th Street, Upper East Side, New York, 2008
- Clare Tow Theatre auf dem Dach des Vivian Beaumont Theatre, Lincoln Center, New York[10], 2010
- Botanical Research Institute of Texas, Fort Worth, 2011
- Federal Courthouse, Jackson, Mississippi, 2011
- DiMenna Center for Classical Music (Orchestra of St. Luke’s), New York, 2011
- Richard B. Fisher Building, Brooklyn Academy of Music, Brooklyn, New York, 2013
- Theatre for a New Audience, Brooklyn, New York[11]

## Schriften
- Hugh Hardy: When Two Worlds Become One, in: Hardy Holzman Pfeiffer Associates (Hrsg.): Theaters. Back Stage Books, New York 2000, ISBN 0-8230-8944-4, S. 18–21
- Hugh Hardy, Mildred Friedman: Theater of architecture. Princeton Architectural Press, New York 2013, ISBN 978-1-61689-131-2